# Adrian Conan Doyle
Adrian Malcolm Conan Doyle (Crowborough, 19 novembre 1910 - Genève, 3 juin 1970) est le plus jeune fils de l'écrivain Arthur Conan Doyle. Avec la collaboration de l'écrivain américain John Dickson Carr, il publie en 1954 Les Exploits de Sherlock Holmes, une série de douze nouvelles aventures de Sherlock Holmes, le célèbre détective créé par son père.

## Biographie
Il épouse Anna Andersen, de nationalité danoise, et devient le responsable du legs littéraire de son père après la mort de ce dernier en 1930. Il est décrit comme ayant été un bon conducteur de voiture de course, un chasseur de gros gibier, un grand voyageur et un explorateur.
Dans les années 1950, il envisage d'ajouter quelques nouvelles supplémentaires à la série policière ayant pour héros Sherlock Holmes. À la même époque, John Dickson Carr prend contact avec les descendants d'Arthur Conan Doyle pour avoir accès aux papiers et journaux personnels du créateur de Sherlock Holmes, afin de publier une biographie de l'écrivain. Peu après, Adrian lui propose d'écrire avec lui douze pastiches ayant chacun comme point de départ une affaire déjà mentionnée dans les récits de son père, mais jamais narrées par le Dr Watson. Pendant l'élaboration du projet, Adrian Conan Doyle et John Dickson Carr ne s'entendent guère et Carr finit par se retirer, non sans avoir achevé au moins six des douze nouvelles. Adrian Conan Doyle complète ou rédige seul les six suivantes. Ces douze nouvelles aventures de Sherlock Holmes, écrites en 1952 et 1953, paraissent en 1954 sous le titre Les Exploits de Sherlock Holmes (The Exploits of Sherlock Holmes).
Adrian Conan Doyle fonde en 1965 la Fondation Sir Arthur Conan Doyle en Suisse. 
Il meurt d'une crise cardiaque en juin 1970 à l'âge de 59 ans. Sa sœur Jean Conan Doyle (en) reprend la charge du legs littéraire de leur père.

## Œuvre

### Recueil de nouvelles
- The Exploits of Sherlock Holmes (1954), écrit en collaboration avec John Dickson Carr Publié en français sous le titre Les Exploits de Sherlock Holmes, traduit par Gilles Vauthier, Paris, Éditions Robert Laffont, 1958 ; réédition, Paris, LGF, coll. « Le Livre de poche » no 2423, 1968 ; réédition, Paris, Robert Laffont, 1975 ; réédition, dans Sherlock Holmes, vol. 2, Paris, Robert Laffont, coll. « Bouquins », 1979  (ISBN 2-221-50045-8)
- Tales of Love and Hate (1960)

### Autres publications
- The True Conan Doyle (1946)
- Heaven has Claws (1952) - journal de voyages Publié en français sous le titre Océan Indien, un paradis peuplé de monstres, Paris, Flammarion, 1954
- Lone Dhow (1963) - ouvrage illustré sur la pêche aux requins